# خربة السودا
خربة السودا قرية سورية تقع في محافظة ريف دمشق، تتبع إدارياً لناحية سعسع في منطقة قطنا.
يبلغ تعداد سكان البلدة 124 حسب تعداد 2004.